# Lumbinî (zone)
Pour le village, voir Lumbini.
La zone de Lumbinî (en népalais : लुम्बिनी अञ्चल) est l'une des quatorze anciennes zones du Népal qui ont été supprimées lors de la réorganisation administrative de 2015. Elle était rattachée à la région de développement Ouest.

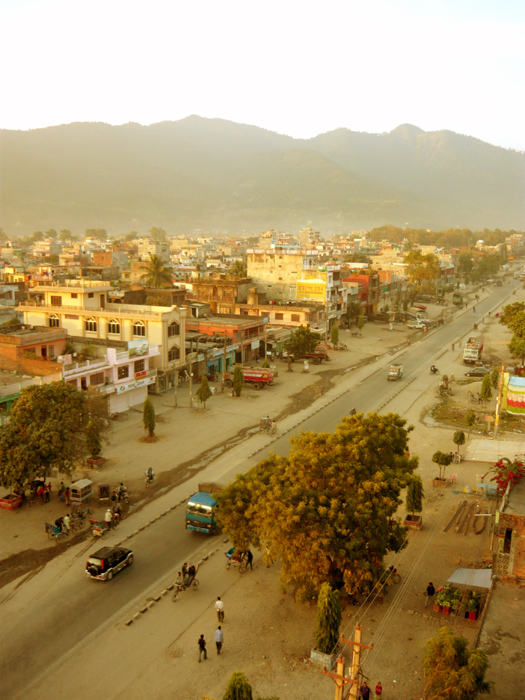
Vue de la ville de Butwal à Lumbini

Elle tenait son nom du village de Lumbinî, situé au sud du district de Nawalparasi, à peu de distance de la frontière indienne, et qui, selon certains, est considéré comme le lieu de naissance du Bouddha.
Elle était subdivisée en six districts :
- district d'Arghakhanchi ;
- district de Gulmi ;
- district de Kapilvastu ;
- district de Nawalparasi ;
- district de Palpa ;
- district de Rupandehi.